# Michał Dziubański
Michał Dziubański (ur. 7 maja 1971 w Gdańsku) – polski tenisista stołowy i trener, medalista mistrzostw Europy.

## Życiorys
W trakcie trwania kariery był zawodnikiem AZS-AWF Gdańsk oraz klubów niemieckich, m.in. TTC Rohn Sprudel Fulda.
W 1988 został brązowym medalistą mistrzostw Europy kadetów w grze podwójnej (w parze z Marcinem Kusińskim).
Reprezentował Polskę na mistrzostwach świata w 1989, 1995 i 1999. Był członkiem kadry narodowej Polski, która zdobyła srebrny medal (drużynowo) mistrzostw Europy w 1998 oraz brązowy medal (również drużynowo) mistrzostw Europy w 2000. W 1994 został akademickim wicemistrzem świata w turnieju drużynowym. 
Na indywidualnych mistrzostwach Polski seniorów wywalczył 12 medali: w grze pojedynczej – cztery brązowe medale (1991, 1998, 2001, 2002), w grze podwójnej – trzy srebrne (1998, 2001, 2002) oraz dwa brązowe medale (1999, 2000), w grze podwójnej mieszanej – dwa złote medale (1999 – w parze z Kingą Stefańską, 2002 – w parze z Wiolettą Matus) oraz srebrny medal (2001)
Był trenerem reprezentacji Polski juniorów i kadetów, a od 2010 do 2018 trenerem seniorskiej reprezentacji Polski kobiet.
W 2013 został odznaczony Krzyżem Kawalerskim Orderu Odrodzenia Polski „za wybitne osiągnięcia w pracy szkoleniowej i trenerskiej, za zasługi dla rozwoju i upowszechniania sportu osób niepełnosprawnych” (jako trener Natalii Partyki).